# Rispappersbuske
Rispappersbuske (Tetrapanax papyrifer) är en araliaväxtart som först beskrevs av William Jackson Hooker, och fick sitt nu gällande namn av Karl Heinrich Koch. Tetrapanax papyrifer ingår i släktet Tetrapanax och familjen araliaväxter. Inga underarter finns listade. Arten används för papperstillverkning och är endemisk i Taiwan.

## Bildgalleri

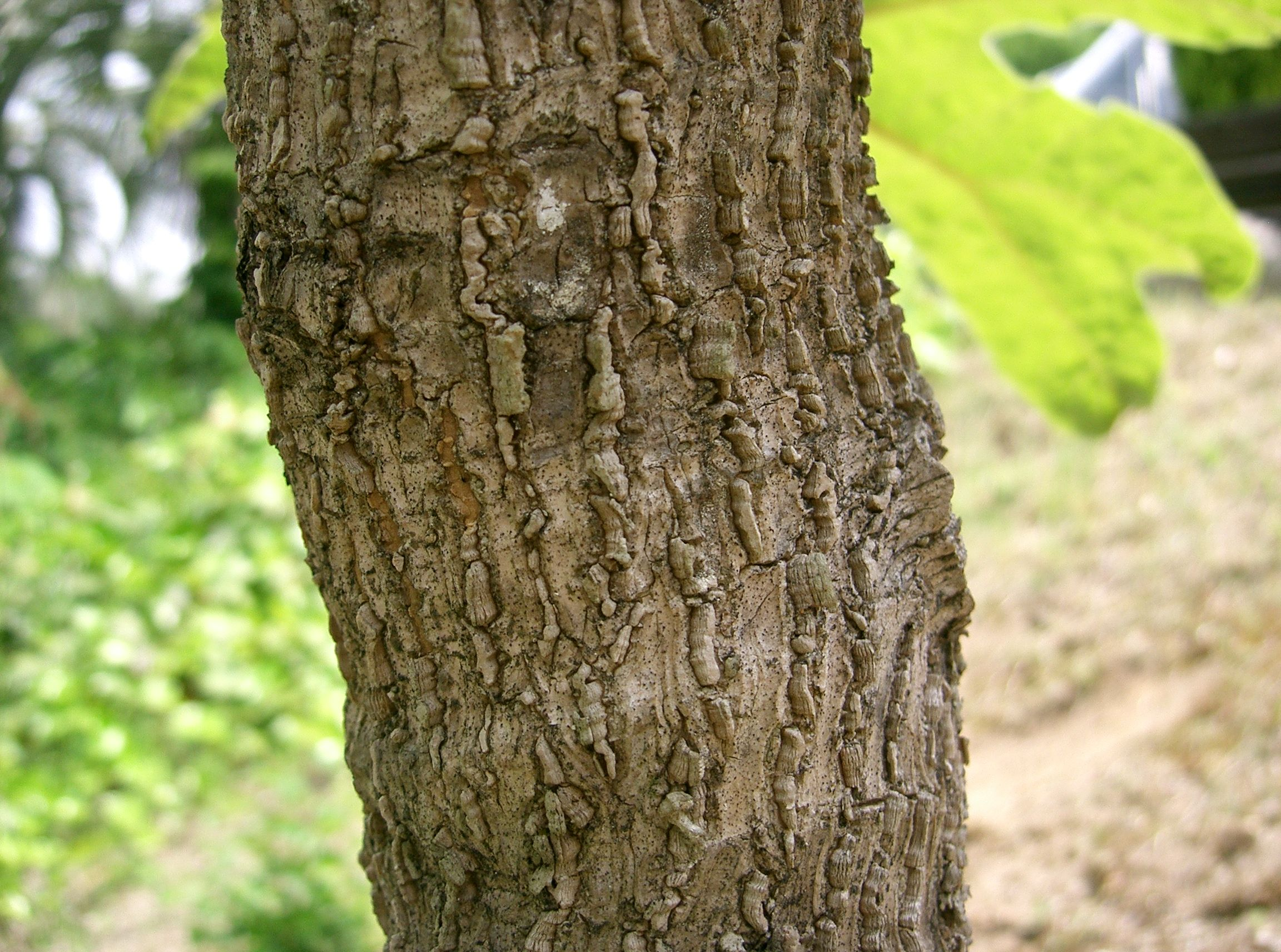
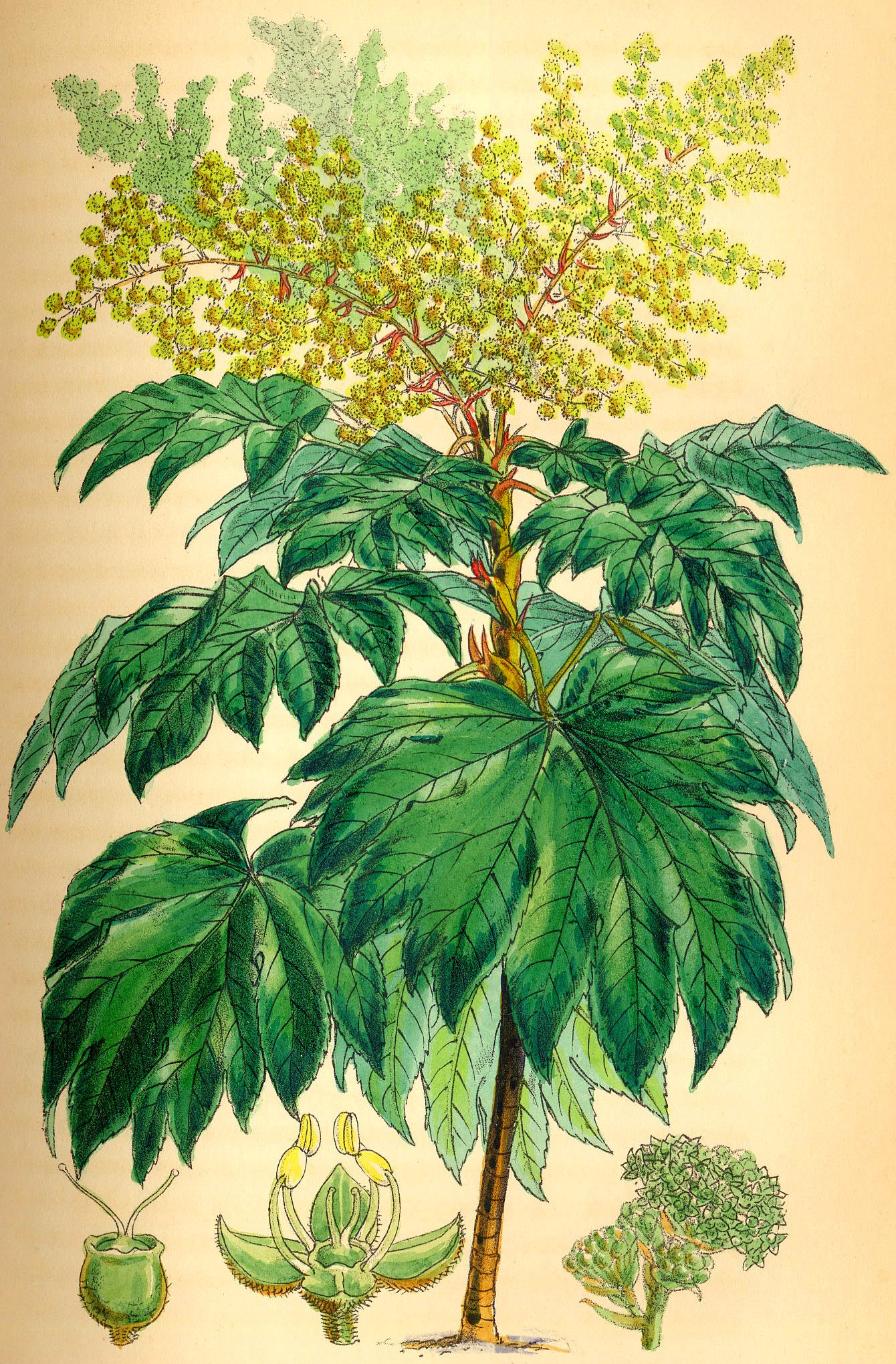
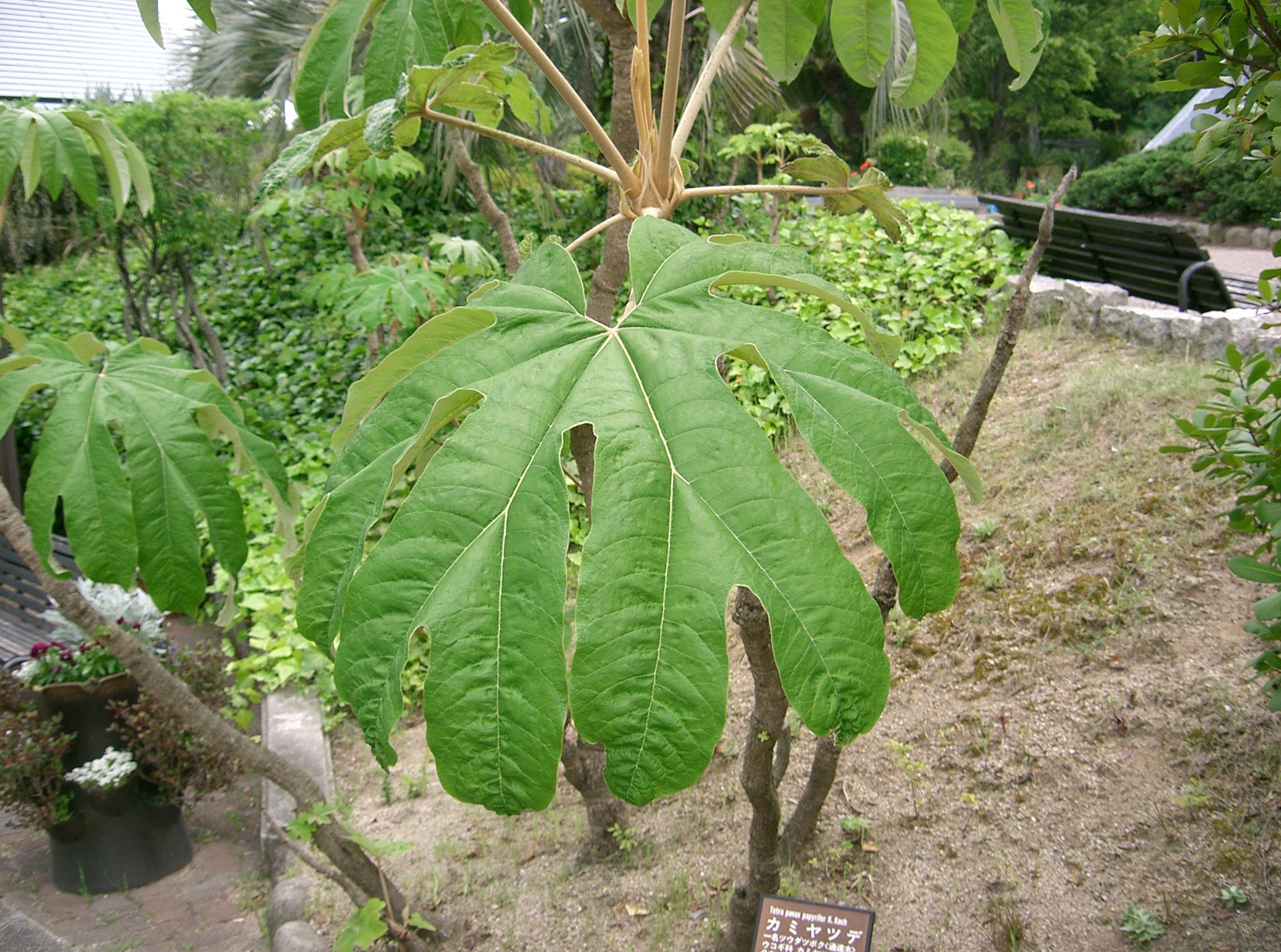
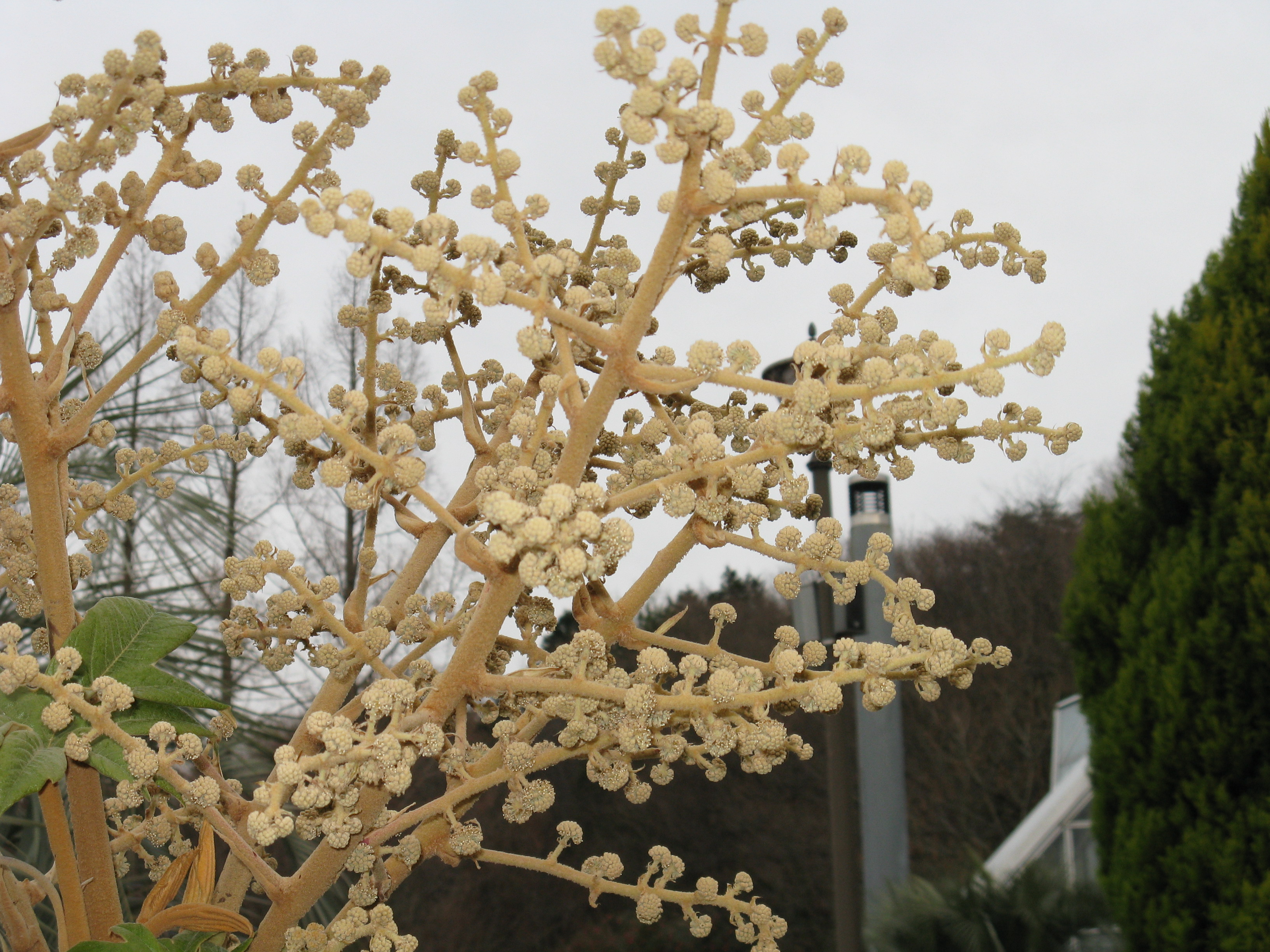